# Naftalan - Ivanić Grad
Naftalan - Ivanić Grad je naravno zdravilišče in rekreacijski center na Hrvaškem.
Zdravilišče leži na nadmorski višini okoli 100 mnm ob pobočju Moslovačke Gore in vijugave rečice Lonje v mestu Ivanić Grad oddaljeno okoli 30 km od Zagreba. Podnebje je zmerno kontinentalno, z zmerno hladnimi zimami in toplimi poletji.

## Naravno zdravilno sredstvo
- Naftalan - naravno zdravilno sredstvo  naftalan je posebna vrsta zdravilne nafte, edina take vrste v Evropi. Za zdravljenje se uporablja rafinirani destilat naftalanske nafte z nad štirikrat zgoščenimi zdravilnimi sestavinami, v primerjavi s surovo.
- Slane hipoterme - drugo zdravilno sredstvo pa je  termomineralna slana fluorna voda reziduum. To vodo črpajo iz globine 1300 m. Voda ima na izvoru temperaturo 60ºC. Glavna baneološka aktivna snov je 1,37% koncentracija natrijevega klorida (NaCl) in drugih mineralov.

## Zdravljenje
- Indikacije: revmatične in kožne bolezni, bolezni ožilja, ginekološke bolezni, bolezni perifernega živčevja ter posttravmatična rehabilitacija lokomotorne sestave.
- Kontraindikacije: težja srčna obolenja.
- Zdravljenje: splošne pa tudi sedeče naftalanske kopeli v banjah (T 35 - 38ºC), splošno ali omejeno mazanje z naftalanom, mastikoterapija (strjen naftalan za obloge ali pomakanje v raztopljen medij), hidroterapija s podvodno masažo in bazen s pretočno mineralno vodo, elektroterapija in razne masaže.[1]

## Rekreacija
Razna igrišča na prostem, avtomatsko gegljišče, tenis, sprehodi, ribolov, sončenje s termalnimi prhami, kolesarjenje.